# Trường phái kinh tế học Áo
Trường phái kinh tế học Áo là một trường phái tư tưởng nghiên cứu các hiện tượng kinh tế học dựa trên giải thích và phân tích những hành động có mục đích của các cá nhân. Trường phái này có tên gọi như vậy do nó có nguồn gốc từ cuối thế kỷ 19 và đầu thế kỷ 20 ở Viên với các nghiên cứu của Carl Menger, Eugen von Böhm-Bawerk, Friedrich von Wieser và những người khác. Hiện giờ, những người thừa kế trường phái Áo có thể đến từ bất cứ nơi nào trên thế giới, nhưng họ vẫn thường được gọi là "các nhà kinh tế học trường phái Áo", hay đơn giản là "người Áo" và tác phẩm của họ là "kinh tế học Áo".
Trong số những đóng góp của trường phái Áo có học thuyết giá trị chủ quan, học thuyết về cận biên và việc công thức hóa vấn đề tính toán kinh tế.
Nhiều nhà kinh tế học hiện đại phê phán kinh tế Áo và coi việc trường phái này bác bỏ các phương pháp kinh tế lượng, kinh tế thực chứng và đề cao quá đáng phân tích kinh tế vi mô là đi ra ngoài khuôn khổ kinh tế học chính thống, hay là kinh tế học không chính thống. Những người theo trường phái Áo do đó cũng chỉ trích kinh tế học chính thống. Dù trường phái Áo bị coi là dị giáo của kinh tế học từ cuối những năm 1930, nó vẫn thu hút được sự quan tâm của cả các học giả lẫn công luận bắt đầu từ những năm 1970.

## Phương pháp luận

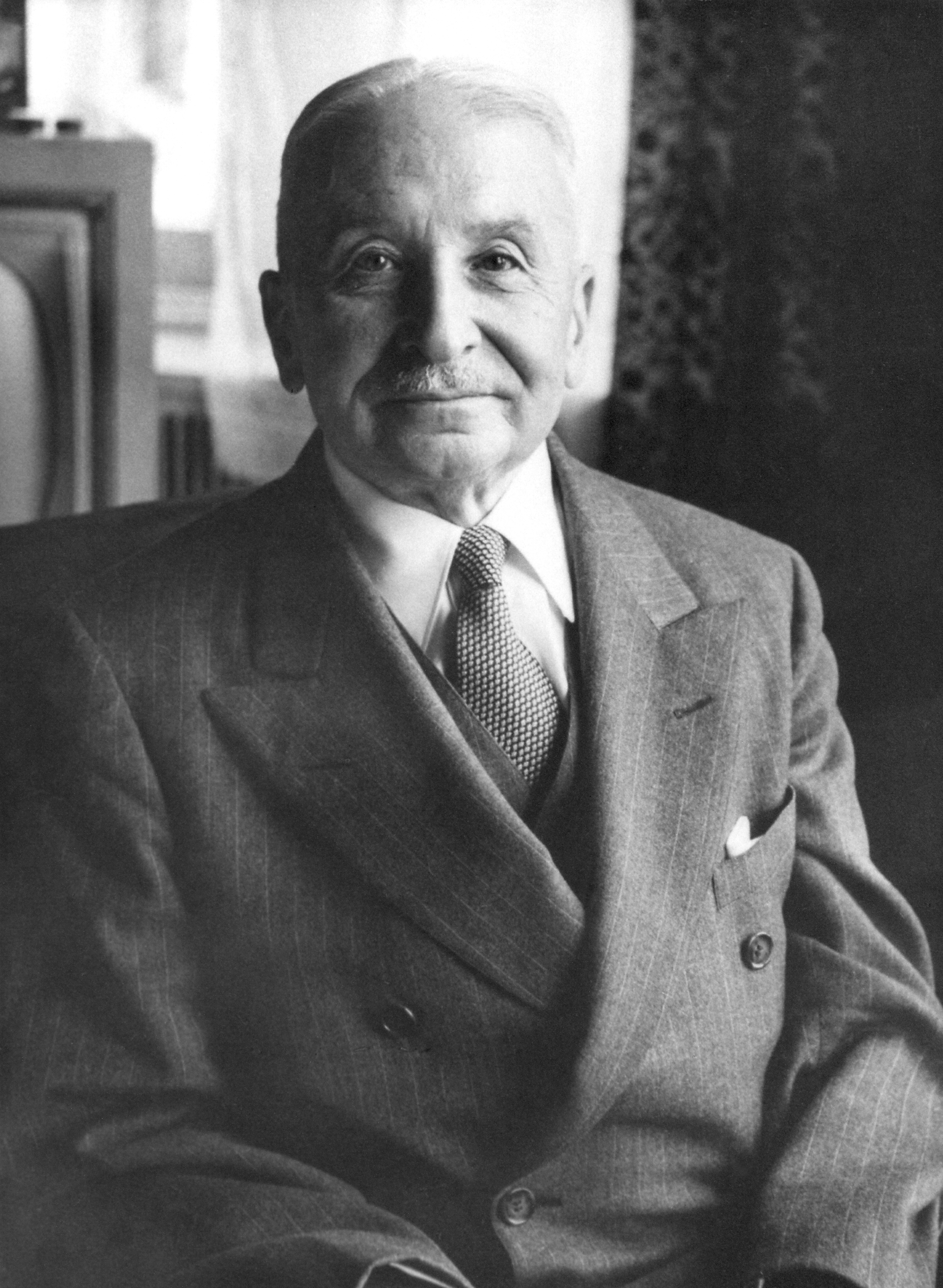
Ludwig von Mises

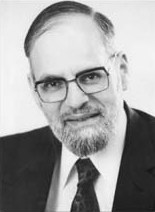
Israel Kirzner

Trường phái Áo bắt đầu những phân tích thông qua quan sát nền kinh tế và tìm hiểu quan điểm cũng như động cơ ẩn sau hành động của từng cá nhân đơn lẻ. Cach tiếp cận này, vẫn được gọi là cá nhân luận hay chủ nghĩa khách quan duy lý, khác biệt với những trường phái tư duy kinh tế học khác, vốn đánh giá thấp tầm quan trong của kiến thức, thời gian, kỳ vọng cá nhân và các nhân tố chủ quan khác, mà tập trung vào phân tích cân bằng.
Năm 1949, Ludwig von Mises trình bày phiên bản tiếp cận chủ quan của ông, mà ông gọi là hành vi học trong một cuốn sách được xuất bản bằng tiếng Anh với tựa đề Human Action (Hành vi con người). Trong cuốn sách, Mises tuyên bố về phương pháp luận của ông, và cho rằng hành vi học có thể được sử dụng để làm một tiên nghiệm cho các sự thật kinh tế học lý thuyết. Mises cũng lập luận chống lại việc áp dụng xác suất thống kê vào các mô hình kinh tế học. Theo Mises, kinh tế học suy luận dựa trên những thí nghiệm tưởng tượng, nếu được thực hiện chính xác, có thể đưa tới những kết luận không thể tranh cãi từ các giả định đúng đắn và điều này không thể có chỉ bởi sử dụng quan sát thực nghiệm và thống kê học. Tuy nhiên, kể từ thời của Mises, không nhiều nhà kinh tế Áo áp dụng hoàn toàn cách tiếp cận hành vi học của ông và nhiều người đã sử dụng các phiên bản thay thế. Lấy ví dụ, Fritz Machlup, Friedrich von Hayek và những người khác, không coi trọng cách tiếp cận tiên nghiệm của Mises trong kinh tế học.
Kinh tế gia Paul A. Samuelson viết rằng hầu hết các nhà kinh tế đánh giá những kết luận đạt được chỉ thông qua suy luận logic thuần túy là bị hạn chế và yếu. Theo Samuelson và nhà kinh tế học Bryan Caplan, khía cạnh này trong phương pháp luận của trường phái Áo đã khiến nó bị chỉ trích nhiều trong kinh tế học chính thống. Caplan đã tuyên bố sự thách thức của trường phái Áo với tính thực tế của những giả định tân cổ điển thực ra giúp cho những giả định đó đứng vững hơn.
Bắt đầu từ thế kỷ 20, nhiều nhà kinh tế Áo đã tích hợp các mô hình và toán học vào phân tích kinh tế của họ. Nhà kinh tế Áo Steven Horwitz lập luận rằng phương pháp luận của trường phái Áo vẫn nhất quán với kinh tế học vĩ mô và kinh tế học vĩ mô Áo có thể được thể hiện trên những nền tảng của kinh tế học vi mô. Nhà kinh tế Áo Roger Garrison thì lập luận rằng học thuyết kinh tế vĩ mô Áo có thể được mô tả chính xác thông qua các mô hình biểu đồ. Năm 1944, nhà kinh tế Áo Oskar Morgenstern trình bày một hình thức biểu đồ hóa sinh động của định lý Von Neumann–Morgenstern về độ thỏa dụng trong tác phẩm Theory of Games and Economic Behavior (Lý thuyết trò chơi và hành vi kinh tế).

## Các học thuyết

### Chi phí cơ hội

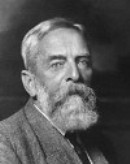
Friedrich von Wieser

Học thuyết về chi phí cơ hội lần đầu tiên được công thức hóa một cách đầy đủ bởi nhà kinh tế Áo Friedrich von Wieser vào cuối thế kỷ 19. Chi phí cơ hội là chi phí cho một hoạt động được đo bằng giá trị của hoạt động tạo ra giá trị lớn tiếp theo đã không được thực hiện vì lựa chọn hoạt động ban đầu. Đó là sự hy sinh liên quan tới lựa chọn tốt thứ hai cho một người hoặc một tổ chức, vốn có trong tay vài lựa chọn cùng lúc. Quan điểm này hiện nay được nhất trí bởi mọi kinh tế gia đương đại thuộc mọi trào lưu tư tưởng kinh tế.
Chi phí cơ hội là một khái niệm nền tảng trong kinh tế học, và đã được mô tả là cho thấy "mối quan hệ cơ bản giữa sự hy sinh và lựa chọn". Quan điểm về chi phí cơ hội đóng vai trò rất quan trọng đảm bảo rằng các nguồn lực khan hiếm được sử dụng một cách hiệu quả. Như thế, chi phí cơ hội không chỉ giới hạn ở chi phí bằng tiền hay tài chính: chi phí thực của một lựa chọn sản xuất, thời gian mất đi, sự hài lòng và các lợi ích khác mang tới sự thỏa dụng cũng được tính vào chi phí cơ hội.

### Vốn và lãi suất

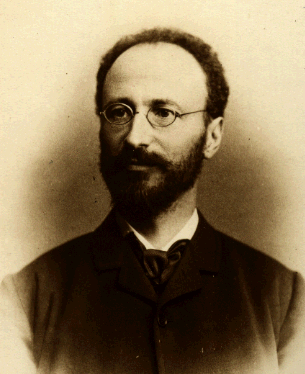
Eugen von Böhm-Bawerk

Học thuyết của trường phái Áo về vốn và lãi suất được phát triển lần đầu bởi Eugen von Böhm-Bawerk. Ông cho rằng tỉ lệ lãi suất và lợi nhuận được xác định bởi hai yếu tố là cung và cầu trên thị trường và sự ưa thích về thời gian.
Học thuyết của Böhm-Bawerk là sự đáp trả với học thuyết giá trị lao động và quan điểm về tư bản của Karl Marx. Học thuyết của Böhm-Bawerk thách thức sự đúng đắn của học thuyết giá trị lao động trên khía cạnh chuyển đổi giá trị hàng hóa, mà theo Marx là có hai giá trị. Böhm-Bawerk lập luận rằng các nhà tư bản không hề bóc lột công nhân; họ tạo điều kiện cho công nhân bằng cách cung cấp thu nhập trước so với sản lượng và doanh số mà các công nhân sẽ giúp nhà tư bản tạo ra. Học thuyết của Böhm-Bawerk cân bằng sự tập trung về vốn với mức độ tạo ra các tài sản vốn ban đầu của tiến trình sản xuất. Böhm-Bawerk cũng tranh luận rằng quy luật thỏa dụng biên ngụ ý rằng quy luật cổ điển về chi phí là đúng. Vì vậy mà một số nhà kinh tế Áo bác bỏ hoàn toàn quan điểm cho rằng lãi suất bị ảnh hưởng bởi sự ưa thích thanh khoản.

### Lạm phát
Mises tin rằng giá cả và lương sẽ tăng không tránh khỏi khi lượng tiền và tín dụng từ ngân hàng tăng lên. Do đó ông sử dụng từ "lạm phát" để chỉ sự gia tăng quá mức của cung tiền, chứ không phải theo nghĩa hiểu hiện giờ. Theo quan điểm của Mises, lạm phát là kết quả của các chính sách từ chính phủ hoặc ngân hàng trung ương dẫn tới sự gia tăng cung tiền. Tiếp theo Mises, trường phái Áo ngày nay cho rằng đặc điểm ngữ nghĩa của lập luận từ Mises là rất quan trọng trong cuộc trao đổi hiện giờ về lạm phát giá cả, và lạm phát giá cả chỉ có thể được ngăn chặn bởi kiểm soát chặt cung tiền. Mises viết:

Suy nghĩ về lý thuyết, chỉ có một ý nghĩa gắn một cách duy lý với khái niệm lạm phát: sự gia tăng số lượng tiền (trong nghĩa rộng hơn của cụm từ này, tức là bao gồm cả các tín dụng ủy thác), không đi kèm với sự gia tăng về cầu tiền tương ứng (một lần nữa theo nghĩa rộng của cụm từ này), nên việc giá trị trao đổi khách quan của đồng tiền giảm xuống là điều sẽ xảy ra tiếp theo.
Nhà kinh tế học Richard Timberlake chỉ trích quan điểm của Mises rằng lạm phát nhất thiết phải liên quan tới việc tăng cung tiền. Timberlake cho rằng các nhà kinh tế kể từ thời của John Stuart Mill đã nhận ra sự không liên hệ giữa tăng số lượng tiền và tăng giá cả hàng hóa nói chung. Timberlake tuyên bố quan điểm của Mises đã được chứng minh là sai nhiều lần và biện pháp thống kê về giá cả là cần thiết để thử nghiệm tính đúng đắn trong thực nghiệm của học thuyết Mises. Kinh tế gia Paul Krugman đã tranh luận chống lại quan điểm Áo về lạm phát. Krugman chỉ ra rằng trong giai đoạn từ 2007 tới cuối 2012, cơ sở tiền tăng hơn 350%, trong khi lạm phát đồng thời chỉ là không tới 3% mỗi năm. Theo Krugman, "Nếu bạn tin rằng... mở rộng tín dụng đơn giản sẽ dẫn tới quá nhiều tiền đuổi theo quá ít hàng hóa và do đó là tỉ lệ lạm phát cao... thì việc lạm phát cao không trở thành thực tế là một sự bác bỏ quyết định với mô hình Áo".

### Vấn đề tính toán kinh tế

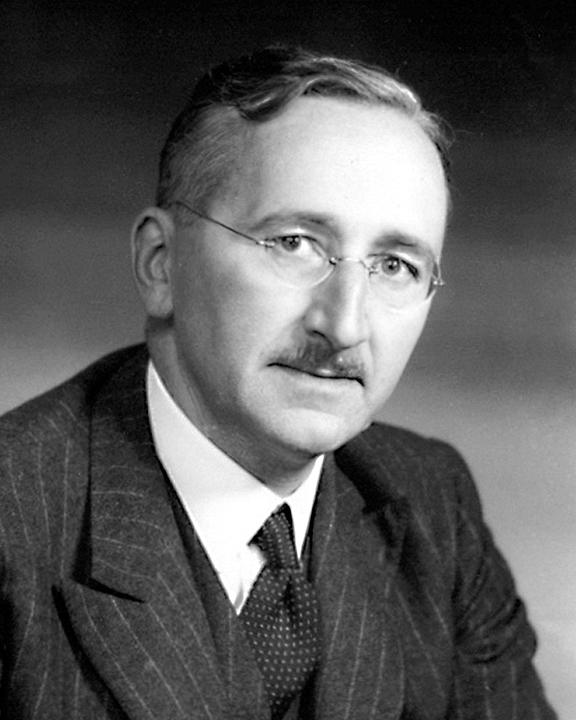
Friedrich Hayek

Vấn đề tính toán kinh tế là sự chỉ trích của trường phái Áo nhắm vào các nhà kinh tế học xã hội chủ nghĩa. Nó được đề xuất đầu tiên bởi Max Weber năm 1920. Mises trao đổi về ý tưởng của Weber với học trò của ông Friedrich Hayek, người mở rộng ý tưởng này tới mức độ trở thành một trong những lý do quan trọng được trích dẫn khi trao giải Nobel cho ông. Vấn đề kinh tế học được đề cập là vấn đề liên quan tới việc phân bổ nguồn lực sao cho hiệu quả trong nền kinh tế.
Trường phái Áo nhấn mạnh sức mạnh tự tổ chức của cơ chế giá cả. Mises và Hayek tranh luận rằng cơ chế giá là giải pháp khả thi duy nhất với vấn đề tính toán kinh tế, vì cơ chế giá cả kết hợp việc cung ứng hàng hóa và các quyết định đầu tư một cách hiệu quả nhất. Trong bối cảnh giá cả thị trường không kèm theo thông tin đầy đủ và hiệu quả, chủ nghĩa xã hội thiếu một phương pháp để tập trung nguồn lực một cách hiệu quả trong thời gian dài ở bất cứ thị trường nào mà cơ chế giá cả có hiệu lực (một ví dụ nơi cơ chế giá cả không có hiệu quả là ở một số lĩnh vực tương đối khu biệt như hàng hóa công cộng và hàng hóa chung). Những ai đồng ý với sự chỉ trích này tranh luận rằng đó là sự phủ nhận chủ nghĩa xã hội và cho thấy một nền kinh tế kế hoạch kiểu chủ nghĩa xã hội không bao giờ có thể hiệu quả trong dài hạn với phần lớn nền kinh tế và có khả năng áp dụng rất hạn chế. Cuộc tranh luận trở nên dữ dội vào những năm 1920 và 1930 và giai đoạn đặc thù này trong lịch sử kinh tế học sau này được biết đến với tên gọi Cuộc tranh luận tính toán xã hội chủ nghĩa.
Mises lập luận trong bài báo năm 1920 "Economic Calculation in the Socialist Commonwealth" (Tính toán kinh tế trong phúc lợi xã hội chủ nghĩa) rằng các hệ thống giá cả trong các nền kinh tế xã hội chủ nghĩa không thể nào đầy đủ vì nếu chính quyền sở hữu các phương tiện sản xuất, thì không thể định giá của các hàng hóa vốn do giá cả khi đó chỉ là việc chuyển giao nội bộ hàng hóa trong hệ thống xã hội chủ nghĩa và không phải là những hàng hóa cuối cùng, những phương tiện trao đổi đích thực. Do đó, các hàng hóa này không được định giá và hệ thống kinh tế trở nên không đầy đủ, bị khiếm khuyết vì những người lập kế hoạch ở trung ương không thể nào biết cách phân bổ các nguồn lực sẵn có cho hiệu quả. Điều này dẫn tới việc Mises tuyên bố "...rằng các hoạt động kinh tế duy lý không thể nào tồn tại trong một xã hội phúc lợi xã hội chủ nghĩa." Tuyên bố của Mises bị chỉ trích là quá cực đoan, khi mô tả xã hội chủ nghĩa là điều bất khả, thay vì chỉ dừng lại ở việc cho rằng nguồn lực được phân bổ thiếu hiệu quả.

### Chu kỳ kinh doanh
Học thuyết của trường phái Áo về chu kỳ kinh doanh tập trung vào chu kỳ tín dụng và nguyên nhân của chu kỳ kinh doanh. Được làm rõ thêm bởi Hayek và những người khác, học thuyết chu kỳ kinh doanh bắt đầu bởi von Mises, người tin rằng sự mở rộng cung tiền, với lãi suất thấp nhân tạo, sẽ dẫn tới sự phân bổ sai nguồn vốn từ các doanh nghiệp. Nhà kinh tế Áo Murray Rothbard, viết "học thuyết của Mises cho thấy sự hoạt động toàn diện của chu kỳ tăng trưởng-suy thoái: bơm tín dụng ngân hàng gây ra lãi suất, do chính phủ bắt đầu; sự tăng trưởng do đầu tư sai lầm bởi lạm phát phớt lờ các tín hiệu của thị trường tự do; kết thúc của lạm phát cho thấy những đầu tư sai lầm này; và cuối cùng, suy thoái như là một cách sửa chữa của thị trường tự do với những lãng phí và hỗn loạn của tăng trưởng trước đó." Rothbard cũng cho rằng học thuyết của Mises là một trong số ít học thuyết tích hợp cả kinh tế học vi mô và vĩ mô, do đó ủng hộ những học thuyết áo liên quan tới giá cả và hệ thống tư bản.

#### Luận điểm
Theo trường phái Áo, chu kỳ tăng trưởng-suy thoái là do sự đầu tư sai lầm xuất phát từ việc mở rộng tín dụng thái quá và không bền vững cho những người vay mượn cá nhân và công ty từ các ngân hàng. Quá trình tạo ra tiền này tạo ra ấn tượng giả tạo về việc "những khoản tiết kiệm" được sẵn sàng đưa vào giúp tăng đầu tư: cung tiền cho đầu tư tăng và lãi suất giảm. Những người vay tiền nhận được các khoản vay mới và "đấu giá" để có nguồn vốn rẻ đồng thời làm tăng giá của các sản phẩm hàng hóa khác, do đó chuyển đầu tư từ hoàng hóa tiêu dùng sang các hàng hóa tài chính. Những người theo trường phái Áo cho rằng sự chuyển đổi này là không bền vững và trong dài hạn sẽ phải đảo ngược, và quá trình tự điều chỉnh sẽ đầy biến động và đứt quãng nếu như việc chuyển đổi vốn tư bản vào các hàng hóa tài chính tiếp tục kéo dài.
Tỉ lệ tiêu dùng so với tiết kiệm hay đầu tư được xác định bởi sở thích của con người, tức là mức độ mà họ ưa thích những thỏa mãn hiện tại hơn so với tương lai. Do đó lãi suất thuần túy được xác định bởi sở thích theo thời gian của các cá nhân trong xã hội, và tỉ lệ cuối cùng của lãi suất thị trường phản ánh lãi suất thuần túy cộng hoặc trừ đi rủi ro kinh doanh và những yếu tố của sức mua. Do đó, nếu tỉ lệ lãi suất thị trường thấp hơn mức này, các doanh nhân sẽ đầu tư quá trớn.
Vì họ cạnh tranh cho cùng số tư bản và thị phần, một số doanh nhân sẽ tăng vay mượn, để không bị những doanh nhân khác đánh bại. Một khuynh hướng đầu tư quá trớn và vay mượn kiểu đầu cơ trong môi trường này do đó là không thể tránh khỏi. Tiền mới này sau đó được phân phát từ những người vay mượn kinh doanh vào các yếu tố sản xuất: tới những chủ đất và chủ sở hữu vốn bán tài sản tài chính của họ cho những doanh nhân mới mắc nợ, rồi tới lượt những yếu tố sản xuất khác như tiền lương, tiền thuê và lãi suất. Trường phái Áo kết luận rằng, vì những sở thích liên quan tới thời gian là không đổi, mọi người sẽ đổ xô vào thiết lập lại những tỉ lệ tiêu dùng trên tiết kiệm (hay đầu tư) cũ, và cầu sẽ chuyển từ những mức cao hơn xuống những mức thấp hơn. Nói cách khác, người gửi tiền sẽ có xu hướng rút tiền khỏi hệ thống ngân hàng và chi tiêu, chứ không tiết kiệm, các ngân hàng sẽ yêu cầu những người vay của họ phải trả nợ và lãi suất cũng như các điều kiện tín dụng sẽ bị hủy hoại.
Trường phái Áo không cho rằng các biện pháp thắt lưng buộc bụng nhất thiết sẽ ảnh hưởng tích cực hay tiêu cực tới tăng trưởng kinh tế. Thay vào đó, trường phái Áo lập luận những nỗ lực của chính quyền trung ương giữ giá các tài sản tài chính, như việc bỏ tiền vào những ngân hàng đã sụp đổ, hay kích thích kinh tế thông qua chi tiêu thâm hụt, sẽ chỉ khiến những tính toán sai lầm và việc đầu tư sai thêm trầm trọng, làm rối loạn thông tin giá cả thị trường và phân bổ nguồn lực. Chu kỳ kinh doanh của trường phái Áo do đó cho rằng những chính sách kiểu đó của chính phủ chỉ kéo dài quá trình tự điều chỉnh cần thiết để đạt lại tăng trưởng ổn định. Những người Áo cho rằng sai sót chính sách nằm trong sự yếu đuối và cẩu thả của chính phủ (hoặc ngân hàng trung ương) khi bơm những nguồn tín dụng sai lầm vào thị trường từ đầu, chứ không phải ở chỗ cố gắng kết thúc cuộc khủng hoảng bằng những biện pháp tài khóa và tiền tệ thắt chặt chi tiêu.

#### Vai trò của ngân hàng trung ương
Những người theo trường phái Áo nói chung tin rằng mở rộng tín dụng từ ngân hàng là một nhân tố quan trọng đóng góp vào những chu kỳ kinh doanh và là quá trình tạo tiền cực đoan với tỉ lệ lãi suất tương đối thấp có thể gây ra chi tiêu vốn tư bản quá tay từ những người vay mượn. Một ngân hàng trung ương, bằng cách mở rộng nguồn cung các khoản vay mượn cho các ngân hàng thương mại, có thể khuyến khích việc vay mượn quá trớn và tài trợ cho thị trường vay nợ với lãi suất thị trường thấp hơn mức lãi suất lẽ ra sẽ xuất hiện nếu cung tiền được cố định.
Murray Rothbard tin rằng các ngân hàng trung ương khuyến khích tín dụng thái quá trước khi nổ ra cuộc Đại khủng hoảng và những chính sách sau đó của ngân hàng trung ương đã khiến cuộc khủng hoảng kéo dài bằng cách trì hoãn các điều chỉnh giá cả cần thiết ở nhiều thị trường khác nhau. Rothbard cho rằng trong một thị trường không có nhà chức trách phụ trách tập trung quyền lực về chính sách tiền tệ, sẽ không có tình trạng đầu tư quá trớn trên diện rộng vì những doanh nhân khôn ngoan sẽ không đồng thời cùng phạm sai lầm trong một lúc. Ông còn cho rằng những nhà băng khôn ngoan sẽ tránh xa việc vay mượn đầu cơ và những người gửi tiền không được bảo hiểm sẽ theo dõi sát sao hơn bản cân đối kế toán của các định chế tài chính, dẹp bỏ bất cứ việc đầu cơ thái quá nào trong các thị trường tài chính. Theo quan điểm của Rothbard, tình trạng đầu tư thái quá, hay đầu tư sai lầm, là kết quả sự can thiệp vào những thị trường tiền tệ từ ngân hàng trung ương.
Rothbard viết rằng sự kiểm soát tập trung hóa của ngân hàng trung ương đối với tỉ lệ lãi suất và chính sách bảo vệ các ngân hàng từ những đợt rút tiền hàng loạt theo chu kỳ dẫn tới việc các ngân hàng mở rộng tín dụng và cho vay với lãi suất thấp, làm rối loạn chức năng giá cả của thị trường tín dụng. Friedrich Hayek, mặc khác, cho rằng ngành ngân hàng tự do cạnh tranh có khuynh hướng gây ra bất ổn một cách nội sinh, lặp lại chính những tác động mà Rothbard cho là do chính sách của ngân hàng trung ương gây ra. Hayek tuyên bố việc cần sự kiểm soát của ngân hàng trung ương là không thể tránh khỏi.

## Tên gọi
Trường phái Áo lần đầu được gọi tên từ những cuộc tranh luận với trường phái kinh tế học lịch sử Đức. Những người thuộc trường phái kinh tế học lịch sử Đức chỉ trích phương pháp luận của trường phái Áo trong cuộc đấu tranh phương pháp luận (Methodenstreit), khi người Áo cho rằng bản chất của khoa học kinh tế là tư duy và suy diễn, tách rời những nghiên cứu mang tính tình huống lịch sử mà trường phái kinh tế học lịch sử theo đuổi. Năm 1883, Menger xuất bản cuốn Những điều tra với phương pháp luận khoa học xã hội với chú trọng vào kinh tế học, trong đó ông tấn công phương pháp luận của trường phái kinh tế học lịch sử. Gustav von Schmoller, một lãnh đạo của trường phái kinh tế học lịch sử, là người đầu tiên đáp trả và ông đã sử dụng cụm từ "trường phái Áo" để khu biệt những người không tin vào phương pháp luận sử học trong kinh tế học. Từ đó trở đi, cụm từ này bắt đầu được dùng rộng rãi.

## Lịch sử

### Làn sóng thứ nhất

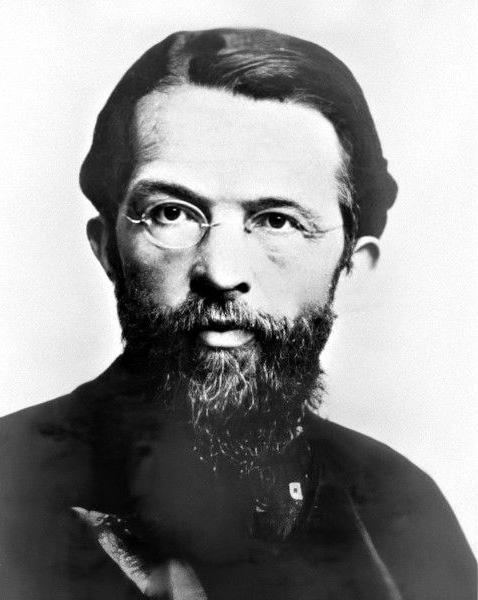
Carl Menger

Trường phái Áo có nguồn gốc ở Viên, Đế quốc Áo. Cuốn sách của Carl Menger in năm 1871, Những nguyên lý kinh tế học, thường được coi là tác phẩm nền tảng của trường phái Áo. Cuốn sách là một trong những tác phẩm nghiên cứu hiện đại đầu tiên về học thuyết độ thỏa dụng cận biên. Trường phái Áo là một trong ba luồng tư tưởng nền tảng trong cuộc cách mạng cận biên những năm 1870, với đóng góp đáng kể là việc giới thiệu cách tiếp cận chủ quan trong kinh tế học. Trong khi học thuyết cận biên có ảnh hưởng lớn với các nhà kinh tế học thời kỳ này, bắt đầu xuất hiện một trường phái riêng hợp nhất xung quanh tác phẩm của Menger, sau nay sẽ được biết đến với các tên gọi "trường phái tâm lý học", "trường phái Vienna" hay "trường phái Áo" 
Những đóng góp của Menger vào lý thuyết kinh tế sau đó được tiếp nối một cách chặt chẽ bởi Böhm-Bawerk và Friedrich von Wieser. Ba nhà kinh tế học này được biết đến là "làn sóng thứ nhất" của trường phái Áo. Böhm-Bawerk viết các tác phẩm chỉ trích sâu sắc Karl Marx vào những năm 1880 và 1890, một phần trong "cuộc chiến phương pháp luận" (Methodenstreit) của trường phái Áo vào thế kỷ 19, trong đó những người theo trường phái Áo tấn công dữ dội trường phái kinh tế học lịch sử của Georg Wilhelm Friedrich Hegel và những người theo Hegel, bao gồm Marx.

### Đầu thế kỷ hai mươi ở Vienna
Một số nhà kinh tế học Áo quan trọng được đào tạo tại Đại học Vienna vào những năm 1920 và sau đó tham gia vào một khóa học riêng do Von Mises tổ chức. Trong đó có Gottfried Haberler, Friedrich Hayek, Fritz Machlup, Karl Menger (con trai của Carl Menger), Oskar Morgenstern, Paul Rosenstein-Rodan 
Abraham Wald,.

### Thời kỳ sau trong thế kỷ hai mươi

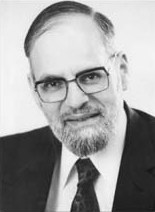
Israel Kirzner

Vào giữa những năm 1930, hầu hết các nhà kinh tế học đã chấp nhận các đóng góp quan trọng của những người theo trường phái Áo thời kỳ đầu. Nhưng sau chiến tranh thế giới thứ hai, kinh tế học Áo lại không được các nhà kinh tế học coi trọng vì trường phái này bác bỏ các phương pháp toán học và thống kê trong nghiên cứu kinh tế. Fritz Machlup dẫn lại một tuyên bố của Hayek, "thành công lớn nhất của một trường phái là nó không tồn tại nữa vì những quan điểm học thuyết cơ bản của nó đã hòa nhập vào, trở thành một bộ phận chung được chấp nhận của dòng tư tưởng."  Học trò của Mises, Israel Kirzner nhớ lại là vào năm 1954, khi Kirzner đang học tiến sĩ, người ta không còn phân biệt trường phái Áo nữa. Khi Kirzner đang cân nhắc nên học sau đại học ở đâu, Mises đã khuyên ông nhận đề nghị từ trường Johns Hopkins vì đó là một đại học danh tiếng và Fritz Machlup dạy ở đó.
Sau 1940, kinh tế học Áo có thể chia ra làm hai dòng tư tưởng, vẫn còn chia rẽ trong một số quan điểm tính tới cuối thế kỷ hai mươi. Một dòng tư tưởng, do Mises dẫn đầu, cho rằng phương pháp luận tân cổ điển là sai lầm không thể cứu vãn; dòng tư tưởng kia chấp nhận phần lớn phương pháp luận tân cổ điển và dễ chấp nhận hơn với sự can thiệp của chính phủ vào nền kinh tế.
Henry Hazlitt đã viết nhiều bài nghiên cứu cũng như bài báo và cả nhiều cuốn sách về đề tài kinh tế học Áo giai đoạn từ những năm 1930 tới 1980. Tư tưởng của Hazlitt chịu nhiều ảnh hưởng từ Mises. Cuốn sách của ông Kinh tế học chỉ một bài (1946) bán được hơn một triệu bản, ông cũng nổi tiếng với tác phẩm Sự thất bại của kinh tế học mới (1959), một tác phẩm nhắm sự chỉ trích vào tác phẩm Lý thuyết tổng quát về việc làm, lãi suất và tiền tệ của John Maynard Keynes.
Danh tiếng của trường phái Áo lại nổi lên vào cuối thế kỷ 20 một phần nhờ những nỗ lực của Israel Kirzner và Ludwig Lachmann tại Đại học New York, và sự quan tâm của công chúng với những đóng góp của Hayek sau khi ông giành giải Nobel kinh tế năm 1974. Những đóng góp của Hayek rất có ảnh hưởng trong việc làm hồi sinh trào lưu laissez-faire (phản đối sự can thiệp của nhà nước vào nền kinh tế) trong thế kỷ 20.

### Chia rẽ giữa những người theo trường phái Áo đương đại
Theo nhà kinh tế học Bryan Caplan, vào cuối thế kỷ hai mươi, đã xuất hiện sự chia rẽ giữa những người tự nhận mình thuộc trường phái Áo. Một nhóm, dựa trên các tác phẩm của Hayek, theo đuổi khung phân tích chung của kinh tế học tân cổ điển, bao gồm việc sử dụng các mô hình toán và cân bằng tổng quát, và chỉ đơn giản có cái nhìn phê phán với phương pháp luận chính thống chịu ảnh hưởng của những khái niệm từ trường phái Áo như vấn đề tính toán kinh tế và vai trò độc lập của lập luận logic trong phát triển các học thuyết kinh tế. (tức các học thuyết kinh tế có thể được phát triển dựa trên suy luận logic, tách rời thực tế) 

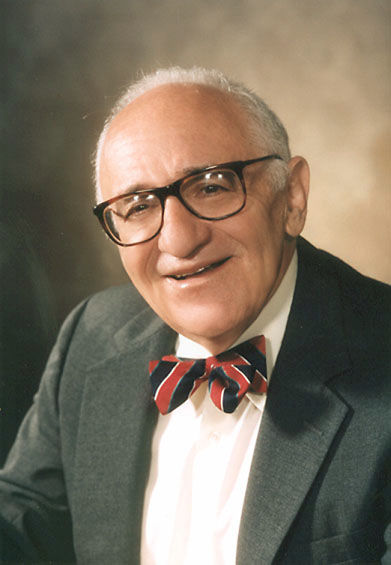
Murray Rothbard

Nhóm thứ hai, theo bước Mises và Rothbard, bác bỏ các học thuyết tân cổ điển về kinh tế học tiêu dung và phúc lợi, bác bỏ các phương pháp kinh tế lượng, toán học và thống kê, cho rằng chúng không thể áp dụng cho khoa học kinh tế. Họ có tư duy khá cực đoan và Caplan bình luận: "Nếu Mises và Rothbard đúng, thì kinh tế học chính thống hoàn toàn sai; nhưng nếu Hayek đúng, thì kinh tế học chính thống chỉ cần điều chỉnh lại những vấn đề mà nó tập trung sự chú ý."
Nhà kinh tế Leland Yeager đã thảo luận về sự chia rẽ vào cuối thế kỷ hai mươi giữa hai dòng tư tưởng của trường phái Áo và lấy dẫn chứng là một cuộc thảo luận được ghi chép lại của Murray Rothbard, Hans-Hermann Hoppe, Joseph Salerno, và những người khác, trong đó họ chỉ trích dữ dội Hayek. "Gây ra sự chia rẽ giữa Mises và Hayek về vấn đề tính toán kinh tế, đặc biệt là tìm cách tấn công và cô lập Hayke, là không công bằng với cả hai con người vĩ đại đó và không thành thật với lịch sử tư tưởng kinh tế", Yeager viết.
Trong một cuốn sách được Viện Mises xuất bản năm 1999, Hans-Hermann Hoppe đánh giá rằng Murray Rothbard là thủ lĩnh của "trường phái Áo chính thống" và đối lập Rothbard với kinh tế gia được giải Nobel Friedrich Hayek. Hoppe thừa nhận Hayek là nhà kinh tế trường phái Áo nổi bật nhất trong giới học thuật, nhưng tuyên bố Hayek phản lại các truyền thống của trường phái Áo do Carl Menger và Böhm-Bawerk, rồi truyền qua Mises tới Rothbard.
Những nhà kinh tế học có quan điểm giống Hayek tập hợp lại ở Viện Cato, Đại học George Mason University, Đại học New York, và những học hiệu khác. Họ bao gồm Pete Boettke, Roger Garrison, Steven Horwitz, Peter Leeson và George Reisman. Các nhà kinh tế học có quan điểm gần Mises-Rothbard bao gồm Walter Block, Hans-Hermann Hoppe, Jesús Huerta de Soto và Robert P. Murphy, tất cả đều là người của Viện Ludwig von Mises và thành viên của một số tổ chức học thuật khác. Theo Murphy, a "một hòa ước giữa những người hai dòng tư tưởng trong trường phái Áo" đã được ký vào khoảng năm 2011.